# Prémio Novos Artistas Fundação EDP
O Prémio Novos Artistas Fundação EDP é um prémio de arte atribuído pela Fundação EDP a artistas portugueses emergentes. Instituído em 2000, o prémio foi atribuído anualmente até 2005 e bianualmente desde então. É reconhecido como um dos mais prestigiados prémios de arte em Portugal.

## Premiados
- Adriana Proganó (2022)[1]
- Diana Policarpo (2019)[3]
- Claire de Santa Coloma (2017)[3]
- Mariana Silva (2015)[3]
- Ana Santos (2013)[3]
- Priscila Fernandes (2011)[3]
- Gabriel Abrantes (2009)[3]
- André Romão (2007)[3]
- João Leonardo (2005)[3]
- João Maria Gusmão e Pedro Paiva (2004)[3]
- Carlos Bunga (2003)[3]
- Vasco Araújo (2002)[3]
- Leonor Antunes (2001)[3]
- Joana Vasconcelos (2000)[3]